# 勞黑克山
47°20′44″N 10°22′20″E / 47.34556°N 10.37222°E

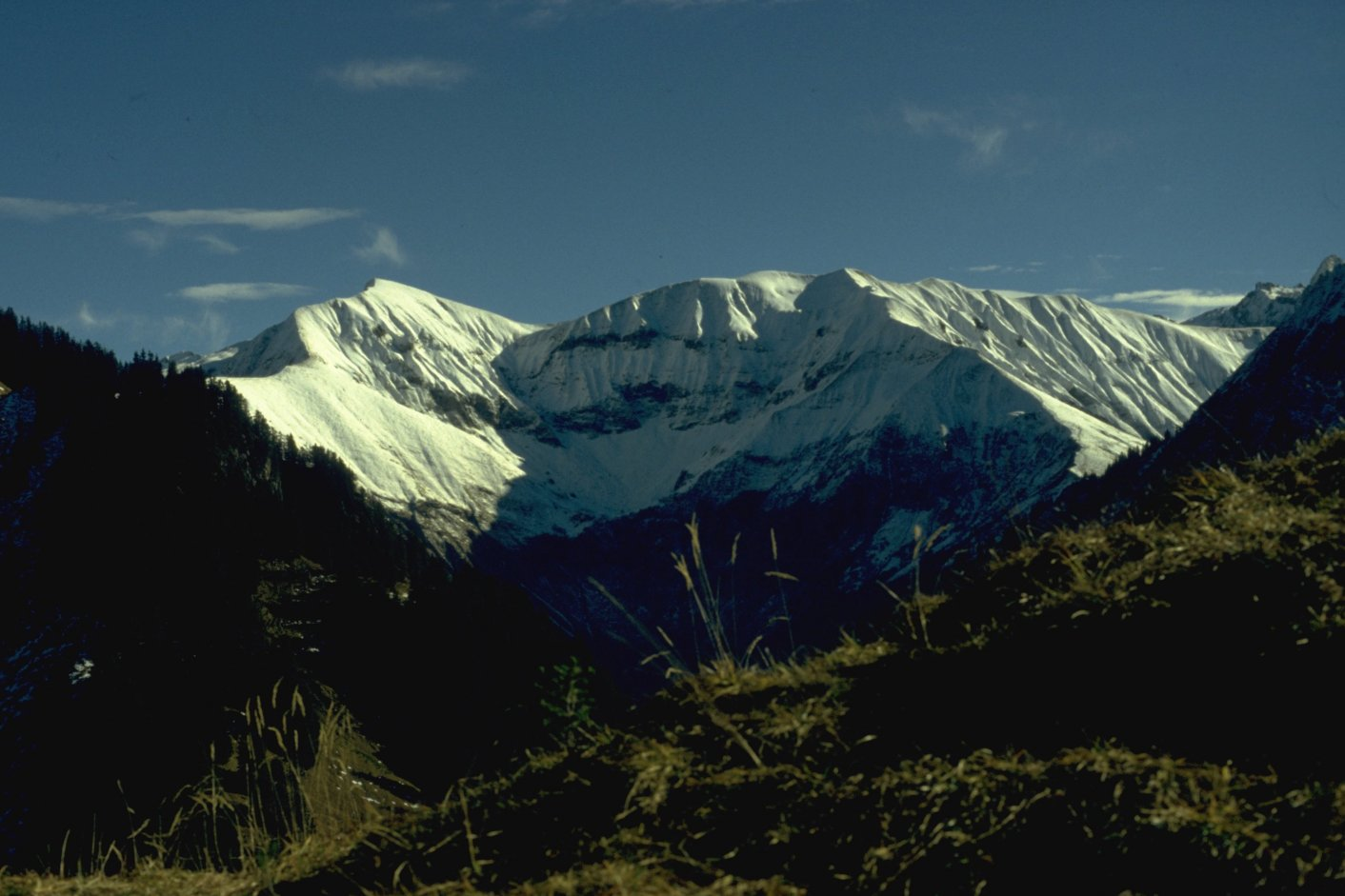

勞黑克山（德語：Rauheck），是德國的山峰，位於該國東南部，由巴伐利亞負責管轄，屬於阿爾高阿爾卑斯山脈的一部分，距離維也納500公里，海拔高度2,384米，每年平均降雨量1,730毫米。